# Art postal
 (mars 2015).
Si vous disposez d'ouvrages ou d'articles de référence ou si vous connaissez des sites web de qualité traitant du thème abordé ici, merci de compléter l'article en donnant les références utiles à sa vérifiabilité et en les liant à la section « Notes et références ».
L'art postal, ou plus communément, en anglais, mail art, est un moyen de communication, une correspondance artistique qui utilise les services de la poste : c'est l'art d'envoyer des lettres décorées. La lettre et l’enveloppe deviennent ainsi un support d'expression artistique, et donc une véritable création, une œuvre, mêlant texte et image.
Le mail art correspond à une partie de l'histoire de l'art contemporain.
L'art postal désigne aussi des œuvres d'art inspirées d'objet ou matériaux liés à la Poste (boîte aux lettres, etc.).

## Contexte d'apparition

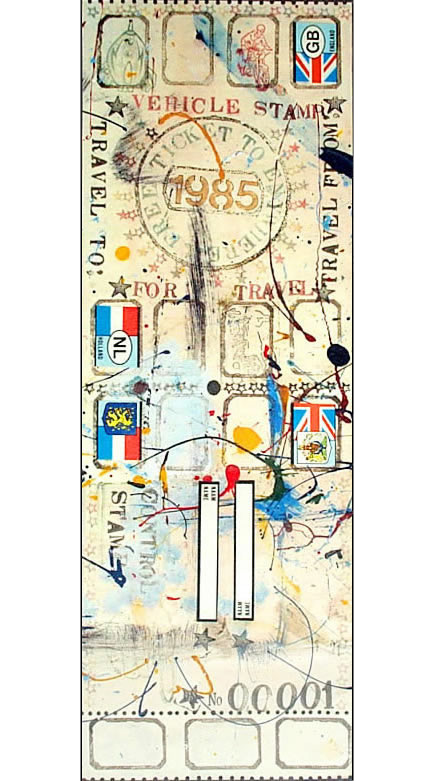
Enveloppe décorée sur le thème du voyage.

Le concept d'« art postal » apparaît vers 1962, au moment où une partie de la critique artistique identifie ce processus en découvrant plusieurs types de productions plus ou moins convergentes. La critique américaine lui donne le nom de mail art. Les pionniers sont Bern Porter et les futurs membres du groupe Fluxus. L'artiste Marcel Duchamp, lié aux mouvements dada et surréaliste, avec ses différentes « Boîtes », fait partie des artistes radicaux qui inspirèrent directement cette attitude, née d'un besoin de communication qui s'exprime par d'autres médiums et canaux, pour faire passer des idées, par le verbe et l'image, convoquant l'objet-trouvé, le collage, le découpage, l'intervention sur des supports multiples et donc une technique mixte. Cette pratique donne lieu à des échanges dans lesquels la liberté totale de création est proclamée.
Le contexte a joué un rôle primordial dans la naissance de cet art posté, ainsi par exemple le cadre des deux guerres mondiales a fait naître des mail artists. Bien que les soldats ne fussent pas conscients de pratiquer de l'art postal, c'est bien le contexte de la guerre qui les a poussés à dessiner sur les enveloppes ou cartes postales qu'ils envoyaient à leur famille ou leurs amis. Par le biais de l'expression plastique, ils arrivaient plus facilement à décrire ou dire ce qu'ils n'étaient pas capables d'écrire. C'était également pour eux le moyen d'éviter la censure.
En 2006, un artiste belge a transmis une image scannée de l'une de ses oeuvres par e-mail à un de ses amis artistes, Ramzi Turki. Et celui-ci l'a envoyée à tout son carnet d'adresses, en appelant à des réponses, des interactions, il en a reçu plus de 200. C'est en quelque sorte un art postal nouvelle génération !

## Caractéristiques et contraintes
La lettre, quelle que soit sa forme, doit voyager à découvert, et avoir été acheminée par les services postaux. Elle doit donc comporter l’adresse du destinataire, un timbre et être oblitérée. Aujourd’hui, la généralisation du tri automatique du courrier exige la normalisation des envois. Ce phénomène risque donc de porter un coup fatal au mail art. Les matériaux utilisés ne doivent comporter aucun danger : les objets coupants et les végétaux ne peuvent donc pas être envoyés. Aucun envoi ne doit dépasser 1 mètre.

## Personnalités

### Un acte poétique lié à l'écriture

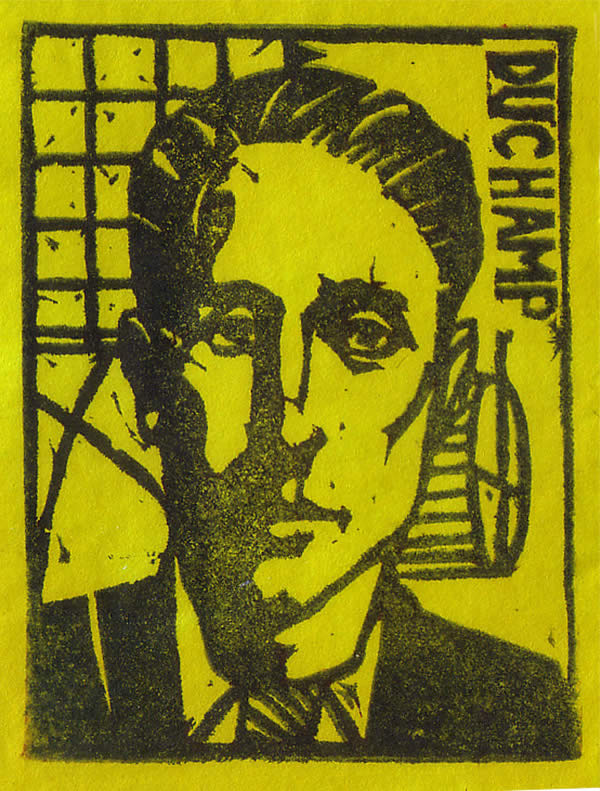
Lettre avec le portrait de Marcel Duchamp.

Plusieurs poètes ont utilisé le mail art. Des Français, mais aussi des Italiens et des Espagnols. Peuvent être cités des poètes comme Stéphane Mallarmé, Jean Cocteau, Robert Desnos et André Breton. De nombreux écrivains ont aussi utilisé cette technique, tels Antonio Saura, Victor Margueritte, Francesco Cangiullo et Marcel Duchamp.
Des écrivains célèbres ont aussi participé au courant du mail art, c'est le cas de Victor Hugo, Marcel Proust, Guillaume Apollinaire ou encore Jacques Prévert.
Tous sont des hommes de lettres des XIXe et XXe siècles.

### Mouvements artistiques et groupes
Plusieurs groupes ont pratiqué le mail art tout au long de l’histoire. Au XXe siècle, le mouvement dada et les surréalistes ont l'habitude de pratiquer le mail art pour provoquer des émotions et des réactions inédites.
Les futuristes sont apparus en Italie, ils défendent la modernité contre les traditions.
Les dadaïstes considèrent le mail art comme une façon de montrer l'importance des liens sociaux en privilégiant la relation, l'art dans la vie quotidienne et la valorisation des rapports humains. Ils mettent en œuvre des techniques de collages pour le souligner. Mais certains n'ont pas le même point de vue sur le mail art. Marinetti, lui, définissait le mail art comme « une offensive contre la transition académique à la conquête de la modernité rêvée », alors que pour Fluxus, le mail art est une forme de création en soi.
De nombreuses personnes pratiquaient cet art avant qu'il apparaisse officiellement. Par exemple, de nombreux soldats, même des marins, décoraient leurs lettres destinées à leurs familles.
L'art postal a été relancé par Hervé Fischer avec « l'art postal en ligne » et avec le tweet art, en 2011.

### Artistes
- Alechinsky : 1927- (Belge)
- Armand Fernadez (alias Arman) : 1928-2005 (Franco-Américain)
- Antonio Saura : 1930-1998 (Espagnol)
- Anna Banana : 1940- (Canadienne)
- Beuys : 1921-1986 (Allemand)
- Benjamin Vautier (alias Ben) : 1935- (Français, né à Naples, d’origine suisse)
- Breton : 1896-1966 (Français)
- Calder : 1898-1976 (Américain)
- Desnos : 1900-1945 (Français)
- Édouard Manet : 1832-1883 (Français)
- Filippo Tommaso Marinetti : 1876-1944 (Italien)
- Fluxus : mouvement artistique des années 1960
- Francesco Cangiullo : 1884-1977 (Italien)
- Gaston Chaissac : 1910-1964 (Français)
- George Maciunas : 1931-1978 (Américain d’origine lituanienne)
- Guillaume Apollinaire : 25 août 1880-9 novembre 1918 (Italien)
- Guy Bleus : 1950- (Belge)
- Giacomo Balla : 1871-1958 (Italien)
- Jacques Villeglé : 1926- (Français)
- Jean Tinguely : 22 mai 1925-30 août 1991 (Suisse)
- Jean-Michel Folon : 1er mars 1934-20 octobre 2005 (Belge)
- Jacques Prévert : 4 février 1900-11 avril 1977 (Français)
- Joan Miro i Ferrà (alias Joan Miró) : 1893-1983 (Espagnol)
- Ivo Pannaggi : 1901-1981 (Italien)
- Le Corbusier : 6 octobre 1887-27 août 1965 (Franco-Suisse)
- Marinetti : 22 décembre 1876-2 décembre 1944 (Italien)
- Marcel Duchamp : 28 juillet 1887-2 octobre 1968 (Franco-Américain)
- Matisse : 1869-1954 (Français)
- Mieko Shiomi : 1938- (Japonaise)
- Niki de Saint Phalle : 29 octobre 1930-21 mai 2002 (Française)
- Pablo Picasso : 25 octobre 1881- 8 avril 1973 (Espagnol)
- Paul Klee : 1879-1940 (Allemand né en Suisse)
- Pierre Restany : 1930-2003 (Français)
- Proust : 1871-1922 (Français)
- Ray Johnson : 1927-1995 (Américain)
- Salvador Dalí : 1904-1989 (Espagnol)
- Satie : 1866-1925 (Français)
- Stéphane Mallarmé : 18 mars 1842-9 septembre 1892 (Français)
- Van Gogh : 1853-1890 (Néerlandais)

## Matériaux, supports et techniques
Les matériaux utilisés sont divers.
Matériaux naturels
- Plumes, fleurs, feuilles, mousses, lichens, coquillages, sable, terre, etc.

Matériaux manufacturés
- Boutons, images, dentelles, tissus, petits jouets, petits objets trouvés ou récupérés, etc.

Pratiquer l’art postal afin d’amplifier le sens du message à transmettre. Pour étonner, surprendre, donner du sens à sa correspondance, traduire plastiquement une intention, un sentiment, un souhait, un désir. Faire bouger les habitudes d’écriture, donner envie de communiquer et de recevoir des enveloppes artistiques et originales.

### Supports
La lettre et l’enveloppe deviennent un support d’expression artistique. Dès l’invention de la carte postale (Autriche, XIXe siècle) et du timbre (Angleterre, 1840 et France, 1848), la quantité de supports les plus variés peuvent servir de prétexte à ces correspondants créatifs. Ces supports peuvent être une simple enveloppe ou un papier à lettres décoré, mais aussi créé avec d’autres matériaux. Enveloppes, photographies, papiers divers (emballage, kraft, récupération, papier à lettres…), films transparents, carton, images de magazines ou de BD, photocopies, affiches, tissu, pochette de papier ou plastique, emballage, etc., pourvu que la surprise soit au rendez-vous. Il s’agit d'étonner un destinataire connu ou inconnu par des envois de toute nature.[réf. nécessaire]

### Techniques

Mail Art - timbres créé par Guy Bleus et Jean Spiroux.

Les matériaux utilisés sont des plus variés, tout comme les techniques : la photographie, le dessin, le collage, la peinture, la calligraphie… La création et les envois peuvent nourrir des images, des formes, du timbrage, de l’écriture des adresses ou encore des tampons et cachets. Leurs techniques de collages d’images afin de provoquer des émotions et des réactions inédites. Mallarmé écrit les adresses sous forme de quatrain. […] Illustrent leurs courriers, détournent les supports, jouent avec les codes postaux. » « De nombreux anonymes […] décorent leurs lettres, dessinent sur les enveloppes ou sur les cartes postales qu’ils envoient à leurs familles. » Des artistes du futurisme, dada ou surréalistes multiplient les envois insolites : envois curieux ou poétiques, collages, lettres dont l’adresse apparaît sous la forme d’un rébus, d’un calligramme, échanges dans un cercle restreint. Techniques : dessin, calligraphie, peinture, photographie, BD, collage, broderie, découpage, pliage, etc. Les règles du « bien envoyé » ne sont pas toujours respectées : place du timbre, fantaisie dans les adresses (sous forme de rébus, de poèmes, etc.).
Les attributs de la Poste : adresse du destinataire et de l'expéditeur, timbre, oblitération participent évidemment des matériaux de l'art postal. Les artistes puisent aussi dans le registre postal pour nourrir leur imagination et réaliser leurs compositions. Ils n'hésitent pas à jouer avec le timbre et à l'intégrer dans leur composition. L'artiste Eni Looka crée ses propres timbres, fictifs, le but étant que les guichetiers les tamponnent.
Malgré cela, les courriers se perdent rarement et arrivent presque toujours à destination. L'art postal est aujourd'hui toujours en vigueur et il existe de bien nombreux réseaux d'artistes qui échangent tant dans le privé que par le biais d'invitations.

## Art postal vivant
Il existe des fanzines d'art postal, à la diffusion limitée de fait, puisque constitués d'œuvres originales collectées et redistribuées par la Poste. On peut citer ainsi Nada Zéro, édité par Christian Alle et mis en ligne par l'artiste Lauranne, qui diffuse aussi des informations sur des projets et contacts de mail art. Entreprise originale et généreuse (entièrement gratuite : il suffit d'envoyer 20 œuvres de petit format pour recevoir à son tour un exemplaire), Nada Zéro a désormais un frère : Circulaire 132, au Canada.
Internet est ainsi un réseau dense qui joue le rôle de terreau où naissent chaque jour plusieurs appels d'art postal (mail art call) sur des thèmes variés. Ainsi, depuis 2005, Mail Art Across the World, un projet coassociatif entre quatre pays européens, propose d'allier à l'art postal classique la calligraphie, vecteur par excellence de l'adresse postale. Toujours sur Internet sont proposées des galeries en ligne puis, après la collecte de tous ces « dons » de plusieurs centaines d'enveloppes par édition, une restitution prend le relais sous forme d'expositions artistiques dans des villes européennes. En novembre 2006, l'artiste Ramzi Turki a reçu un e-mail contenant une œuvre scannée de l'artiste belge Luc Fierens. Il a transmis cette œuvre matrice à plus de 7 000 adresses e-mails d’artistes en sollicitant leurs interactions. Durant trois mois, il a reçu plus de 200 réponses et contributions, dont quelques-unes sont exposées sur son blog personnel.